# عبده بسيسي
عبده بسيسي (11 ديسمبر 1977 - 28 فبراير 2023) هو لاعب كرة قدم سعودي.
كانت بداياته مع النادي الأهلي ولعب بعدها لأندية الأنصار والعروبة ونادي أحد. توفي اللاعب في يوم 28 فبراير 2023 عن عمر يناهز 45 عامًا.